# Крейцерова соната (повесть)
«Кре́йцерова сона́та» — повесть Льва Толстого, опубликованная в 1890 году и сразу подвергнутая цензуре царскими властями. Книга провозглашает идеал воздержания и описывает от первого лица гнев ревности. Название повести дала Соната № 9 для скрипки и фортепиано Людвига ван Бетховена, посвящённая французскому скрипачу Родольфу Крейцеру.

## Краткое содержание
В поезде главный герой, Василий Позднышев, вмешивается в общий разговор о любви, описывает, как в молодости беззаботно распутничал, жалуется, что женские платья предназначены, чтобы возбуждать мужские желания. Утверждает, что никогда женщины не получат равные права, пока мужчины воспринимают их как объект страсти, при этом описывает их власть над мужчинами.
Позднышев описывает события, приведшие к убийству жены; поскольку он женился не на деньгах и не на связях (она была бедна), к тому же имел намерение держаться после женитьбы «единобрачия», то гордости его не было пределов. Однако все сразу пошло наперекосяк, медовый месяц не складывался. На третий или четвёртый день Позднышев застал жену скучающей, стал спрашивать, обнял, она заплакала, не умея объяснить. Ей было грустно и тяжело, а лицо выражало неожиданную холодность и враждебность. Позднышев ещё не понимал, что эта враждебность была реакцией на него самого и была не временным состоянием, а постоянным. Но потом произошла череда ссор, и Позднышев почувствовал, что женитьба не есть нечто приятное, а, напротив, очень тяжёлое, но он не хотел признаться в этом ни себе, ни другим.
До момента роковых событий у супругов Позднышевых было уже пятеро детей и более восьми лет брака.
Позднышев приглашает в дом скрипача-учителя, к которому с первого же взгляда чувствует отторжение и чувство ревности к его виду, но все равно не дает ему отставную.
Его жена восхищена скрипачом, и они вместе играют «Крейцерову сонату» Бетховена на организованном в доме Позднышева музыкальном вечере. После вечера главный герой успокаивается, видя, что все абсолютно естественно, и уезжает по делам.
В отъезде он получает письмо от жены, что скрипач занес ей ноты, в то время как уговора об этом не было, и герой, вновь предаваясь силе ревности, срывается обратно в Москву. Позднышев, внезапно возвратившись глубоко ночью, застаёт скрипача с женой. Они страшно испуганы его приездом. Музыкант сбегает, а Позднышев с сильнейшей яростью ревности остается вдвоём в комнате с женой.

## Цензура
Из-за необычного и скандального для того времени характера произведения публикация «Крейцеровой сонаты» в журнале или отдельным изданием была запрещена цензурой. Только после беседы графини Александры Андреевны Толстой — двоюродной тетушки Льва Толстого, знаменитой Alexandrine, — девицы, камер-фрейлины, воспитательницы великой княжны Марии Александровны — с императором Александром III, император разрешил опубликовать повесть в составе очередного тома собрания сочинений Толстого. Однако цензурный запрет лишь увеличил притягательность повести, которая задолго до публикации стала распространяться в списках и читаться в частных домах.
В 1890 году американская почта запретила рассылку газет, где была напечатана повесть. Некоторые американские издательства для рекламы повести выпустили в виде отдельной брошюры отрывки из неё и распространяли их с помощью уличных торговцев в Нью-Йорке за символическую цену. В городе даже появились повозки, на которых крупными буквами было написано: «Запрещено русским правительством и генерал-почтмейстером Соединённых Штатов лучшее произведение Толстого „Крейцерова соната“». Позднее президент США Теодор Рузвельт охарактеризовал Толстого как «человека с извращенной половой моралью».

## Оценка современников
Даже с учётом того, что нормальная свобода слова в России, как и всюду в Европе, больше, чем это принято в Америке, я нахожу язык «Крейцеровой сонаты» чрезмерно откровенным… Описание медового месяца и их семейной жизни почти до самого момента финальной катастрофы, как и то, что этому предшествует, является нецензурным.
— американская переводчица Толстого Исабель Хэпгуд

Неужели Вам не понравилась «Крейцерова соната»? Я не скажу, чтобы это была вещь гениальная, вечная — тут я не судья, но, по моему мнению, в массе всего того, что теперь пишется у нас и за границей, едва ли можно найти что-нибудь равносильное по важности замысла и красоте исполнения. Не говоря уж о художественных достоинствах, которые местами поразительны, спасибо повести за одно то, что она до крайности возбуждает мысль. Читая её, едва удерживаешься, чтобы не крикнуть: «Это правда!» или «Это нелепо!» Правда, у неё есть очень досадные недостатки. Кроме всего того, что Вы перечислили, в ней есть ещё одно, чего не хочется простить её автору, а именно — смелость, с какою Толстой трактует о том, чего он не знает и чего из упрямства не хочет понять. Так, его суждения о сифилисе, воспитательных домах, об отвращении женщин к совокуплению и проч. не только могут быть оспариваемы, но и прямо изобличают человека невежественного, не потрудившегося в продолжение своей долгой жизни прочесть две-три книжки, написанные специалистами. Но все-таки эти недостатки разлетаются, как перья от ветра; ввиду достоинства повести их просто не замечаешь, а если заметишь, то только подосадуешь, что повесть не избегла участи всех человеческих дел, которые все несовершенны и не свободны от пятен.
— А. П. Чехов: Чехов — Плещееву А. Н., 15 февраля 1890

## Постановки
- МХТ им. Чехова[когда?]
- 2009 — Македония, «Кројцерова соната», реж. Лупцо Бреслиски
- 2011 — монодрама театра «Гешер»
- 2013 — Театр «Глобус», Новосибирск, реж. Алексей Крикливый[5]
- Постановка театра одного актёра «Крик» под названием «Табу»[6]
- Монодрама в 1-м действии, «Крейцерова соната», Тюменский драматический театр[7]
- 2016 — Могилёвский областной драматический театр, «Крейцерова соната» в 2-х действиях, реж. — Саулюс Варнас
- С 2016 года — театр-фестиваль «Балтийский дом», спектакль «Семья», реж. Анатолий Праудин
- 2017 — театр «Балет Москва», хореограф Роберт Бинет
- С 2017 года — Монотеатр «МИФ». В главной роли заслуженный артист Украины Михаил Фица, режиссёр — Пётр Миронов
- С 2021 года — Национальный академический драматический театр им. М. Горького, г. Минск, режиссёр-постановщик — Мария Матох

## Экранизации
- 1911 — Крейцерова соната[англ.], Российская империя, режиссёр Пётр Чардынин (фильм не сохранился)
- 1914 — Крейцерова соната[фр.], Российская империя, режиссёр Владимир Гардин (фильм сохранился не полностью)
- 1915 — Крейцерова соната[англ.] / The Kreutzer Sonata, США, режиссёр Герберт Бренон
- 1920 — Крейцерова соната[англ.] / La sonata a Kreutzer, Италия, режиссёр Умберто Фрачча
- 1922 — Крейцерова соната / Die Kreutzersonate, Германия, режиссёр Рольф Петерсен
- 1927 — Крейцерова соната / Kreutzerova sonáta, Чехословакия, режиссёр Густав Махаты
- 1937 — Крейцерова соната / Die Kreutzersonate, Германия, режиссёр Файт Харлан
- 1938 — Белые ночи Санкт-Петербурга[фр.] / Les Nuits blanches de Saint-Pétersbourg, Франция, режиссёр Жан Древиль
- 1946 — Ревность[исп.] / Celos, Аргентина, режиссёр Марио Соффичи
- 1948 — Влюблённые без любви[итал.] / Amanti senza amore, Италия, режиссёр Джанни Франчолини
- 1956 — Крейцерова соната / La sonate à Kreutzer, Франция, режиссёр Эрик Ромер
- 1956 — Безумие страсти[исп.] / Locura pasional, Мексика, режиссёр Тулио Демикели[исп.]
- 1963 — Крейцерова соната / Kreutzer-szonáta, Венгрия, ТВ, режиссёр Éva Zsurzs
- 1969 — Крейцерова соната[серб.] / Kreitserova sonata, Югославия, ТВ, режиссёр Йован Коньович[серб.]
- 1974 — Крейцерова соната / La sonate à Kreutzer, Франция, ТВ, режиссёр Марсель Крэвен
- 1978 — Крейцерова соната / Kreutzer-sonaatti, Финляндия, ТВ, режиссёр Мирьям Химберг[фин.]
- 1985 — Крейцерова соната / La sonata a Kreutzer, Италия, ТВ, режиссёр Габриэла Росалева
- 1987 — Крейцерова соната, СССР, режиссёры Михаил Швейцер, София Милькина
- 1987 — Крейцерова соната, Венгрия, режиссёр Эва Журж
- 2008 — Крейцерова соната[англ.] / The Kreutzer Sonata , США, режиссёр Бернард Роуз